# Harrie Starreveld
Harrie Starreveld (* im 20. Jahrhundert in Amsterdam) ist ein niederländischer Flötist und Musikpädagoge.

## Leben
Starreveld studierte am Sweelinck Conservatorium in Amsterdam Flöte bei Koos Verheul. Er gewann 1978 mit dem Pianisten René Eckhardt beim Internationalen Gaudeamus Wettbewerb einen Preis und erhielt im Folgejahr am Konservatorium das Solistendiplom. 1982 wurde er Mitglied des Nieuw Ensemble und gründete mit René Eckhardt und dem Klarinettisten Harry Sparnaay Het Trio, ein Ensemble, dem mehr als 200 Kompositionen gewidmet wurden. Ab 1986 war er Dozent für Flöte am Sweelinck Conservatorium und Professor an der Hochschule für Künste Bremen. Außerdem gibt er regelmäßig Meisterkurse in Europa, Amerika und im fernen Osten. Einer seiner Schüler ist Jacques Zoon.
Als Kammermusiker hatte Starreveld mit dem Nieuw Ensemble, Het Trio, dem Trio d'Amis, dem Trio Légende und anderen Auftritte u. a. in Amerika, Taiwan, Korea, Mexiko, Indonesien, Russland, Australien, Hongkong und Japan. Als Solist trat er unter der Leitung von Dirigenten wie Ernest Bour, Hans Vonk, Arturo Tamayo und Reinbert de Leeuw u. a. mit dem Residentie Orkest, dem Radio Kamer Orkest, dem Schoenberg Ensemble, dem Orchestra Sinfonica Nazionale della RAI, dem Münchener Kammerorchester, dem Chicago Chamber Orchestra und der Slagwerkgroep Den Haag auf.
Das Spezialgebiet Starrevelds ist die zeitgenössische Musik. Er arbeitete mit Komponisten wie Pierre Boulez, Elliott Carter, George Crumb, Franco Donatoni, Brian Ferneyhough, Klaus Huber, Theo Loevendie, Toru Takemitsu, Isang Yun, Jonathan Harvey, Tan Dun, Theo Loevendie, Maurice Weddington und Ton de Leeuw zusammen und erhielt 1993 für seine de Leeuw-CD einen Edison Award. Mit dem Komponisten Philip Manoury arbeitete er im elektroakustischen Studio des IRCAM in Paris.